# 110 a.C.
Il 110 a.C. (CX a.C. in numeri romani) è un anno  del II secolo a.C.

## Eventi
- Viene costituito il regno sudarabico di Himyar, che finirà con la conquista persiana nel VI secolo

## Nati
- Tito Pomponio Attico, scrittore romano († 32 a.C.)
- Lucio Giulio Cesare, politico romano († 43 a.C.)
- Marco Petreio, generale romano († 46 a.C.)